# 班纳·约翰斯通
班纳·约翰斯通（英語：Banner Johnstone，1882年11月11日—1964年6月20日），英国男子赛艇运动员。他曾代表英国参加1908年夏季奥林匹克运动会赛艇比赛，获得男子八人单桨有舵手金牌。